# Magnavox Odyssey
Magnavox Odyssey — це перша комерційна гральна консоль. Вона була розроблена невеликою групою людей під керівництвом Ральфа Баєра в Sanders Associates та випущена компанією Magnavox у Сполучених Штатах у вересні 1972 року та за кордоном наступного року. Odyssey складається з корпусу білого, чорного і коричневого кольору, яка підключається до телевізора, та двох провідних прямокутних контролерів. Консоль здатна відображати на екрані три квадратні крапки в монохромному чорно-білому режимі з різною поведінкою крапок у залежності від гри, і без звукових можливостей. Гравці розміщують пластикові накладки на екрані, щоб створювати візуальні ефекти, а один або два гравці для кожної гри керують своїми крапками за допомогою трьох ручок і однієї кнопки на контролері відповідно до правил гри. Периферійний контролер — перший ігровий пістолет для відеоігор — продавався окремо.
Ідея відеоігрової консолі була задумана Баєром у серпні 1966 року, і протягом наступних трьох років він разом з Біллом Гаррісоном і Біллом Рушем створив сім послідовних прототипів консолей. Сьомий, відомий як Brown Box, був показаний декільком виробникам, перш ніж Magnavox погодився випустити його в січні 1971 року. Після випуску консолі в вересні 1972 року через дилерів, Magnavox кожного року продала від 69 000 до 100 000 одиниць, поки виробництво консолі не припинили в 1975 році. Консоль породила серію спеціальних консолей Magnavox Odyssey, а також Magnavox Odyssey² 1978 року. Одна з 28 ігор, створених для системи, пінг-понг — була натхненником для успішної аркадної гри Pong від Atari. Патенти Баєра на систему та ігри, в тому числі те, що було названо суддею як «новаторський патент мистецтва відеоігор», лягли в основу низки судових позовів, що тривали 20 років. Випуск Magnavox Odyssey ознаменував собою завершення ранньої історії відеоігор та появою індустрії комерційних відеоігор, разом із початком першого покоління ігрових консолей.

## Дизайн

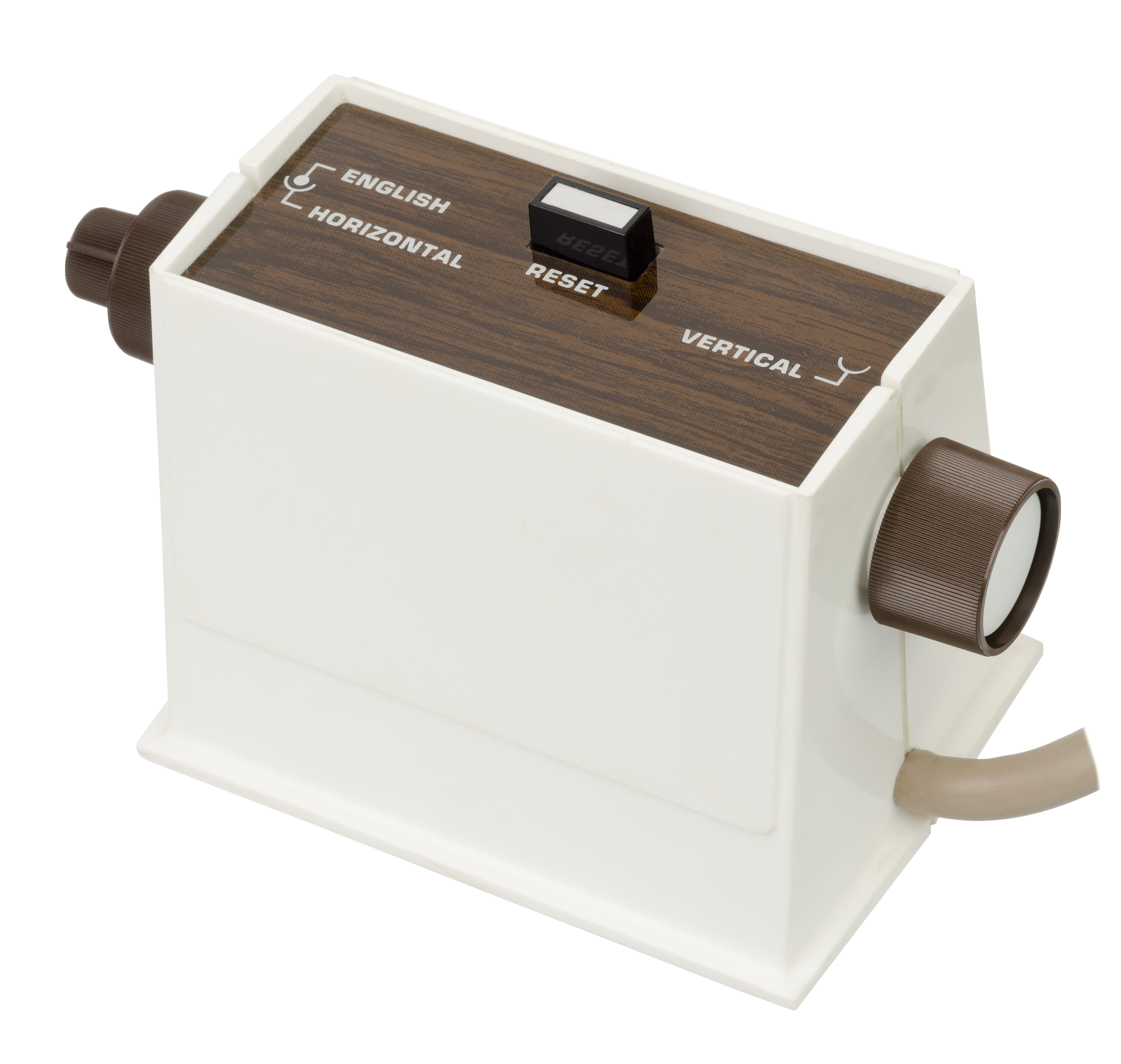
Контролер Magnavox Odyssey

Odyssey складається з коробки чорного, білого і коричневого кольору, до якої під'єднуються провідні контролери. Основна панель консолі підключається до телевізора через включену комутаційну клавішу, що дозволяє гравцеві перемикати телевізійний вхід між консоллю та звичайним телевізійним кабелем і представляє себе як телевізійний канал. Контролери, призначені для лежання на рівній поверхні, містять одну кнопку, позначену reset у верхній частині контролера та трьома перемикачами: один з правого боку контролера, а два — зліва. Кнопка reset не відновлює гру, але замість цього використовується різними іграми, щоб скинути окремі елементи, наприклад, зробити точку гравця видимою після вимкнення під час гри. Система може працювати від шести батарей, які були включені в комплект. Додатковий блок живлення перемінного струму продавався окремо. Odyssey не має підтримку звуку, та може відображати тільки монохромні білі фігури на чистому чорному екрані.
Внутрішньо, архітектура консолі складається з цифрових обчислювальних компонентів. Схема втілена в діод-транзисторну логіку, використовуючи дискретні транзистори та діоди, а не нові на той час, транзисторно-транзисторні логічні інтегральні схеми, що пов'язано з витратами. Самі ігри не використовують картриджі, так як пізніші консолі, а замість цього використовують «ігри-картки», що складаються з друкованих плат, які підключаються до консолі. Ці картки модифікують внутрішню схему, як набір перемикачів або джемперів, завдяки чому Odyssey відображає різні компоненти і реагує на входи різним чином. Кілька ігор використовують однакові картриджі, з різними вказівками гравця про зміну стилю гри.
Консоль здатна відображати три квадратні крапки та вертикальну лінію на екрані. Двоє з крапок контролюються двома гравцями, а третя — самою системою. Сама консоль має два циферблата, один з яких рухає вертикальну лінію на екрані, та той який регулює швидкість комп'ютерної точки. Різні ігри спрямовують гравця на регулювання циферблатів до різних позицій, наприклад, щоб змінити центральну лінію гри тенніс на бічну стінку гандбольного матчу. Ігри включають пластмасові накладки, які прикріплюються до екрана телевізора за допомогою статичного чіпляння, щоб створити візуальні ефекти для гри. Різні ігри, які використовують одну ігрову картку, можуть мати різні накладки, які можуть змінювати гру з такими ж елементами керування.

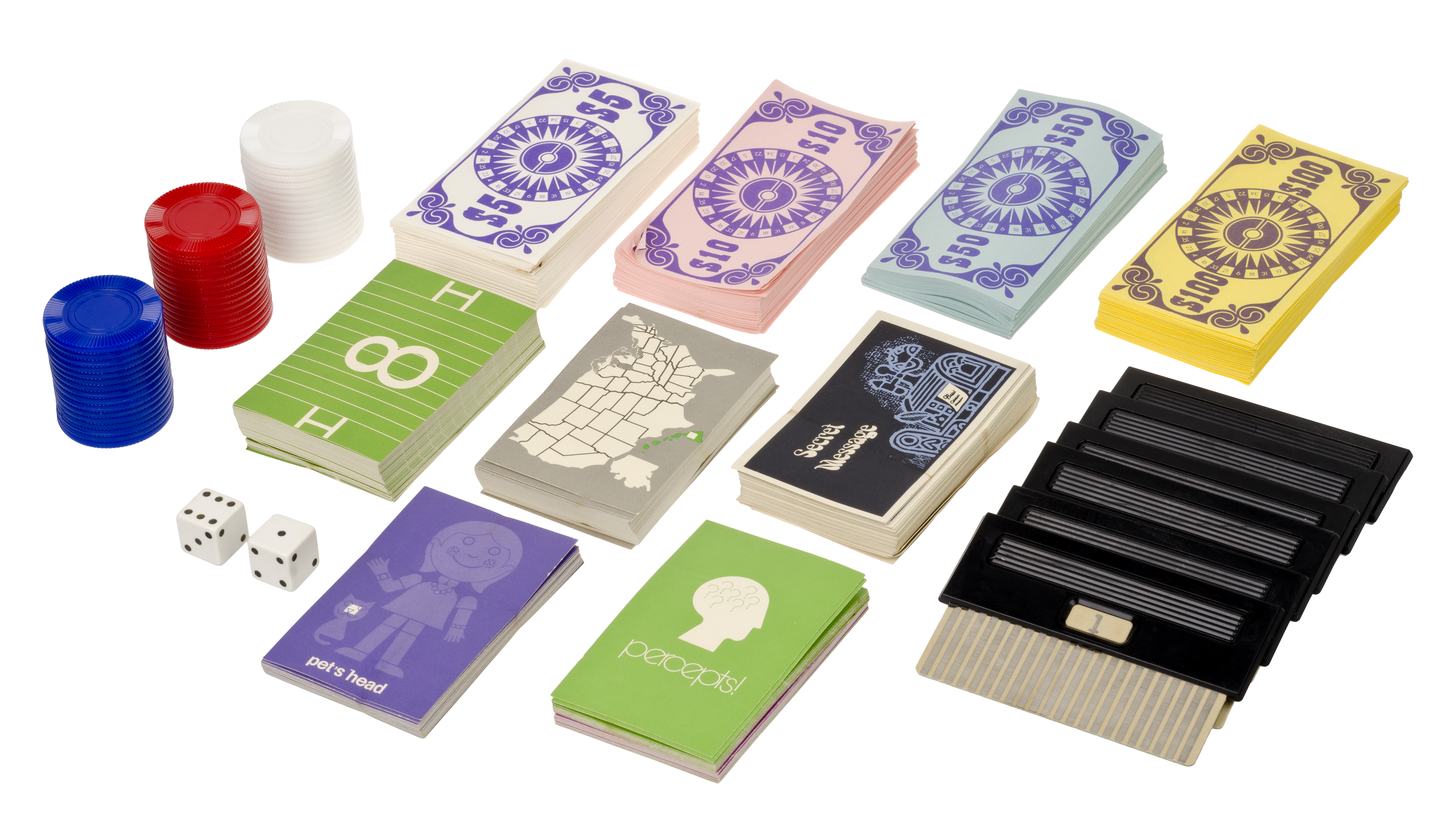
Додаткові аксесуари для консолі

На додаток до накладок, в Odyssey з'явилися кубики, покерні фішки, окуляри, гральні гроші та ігрові дошки, подібні до традиційної настільної гри. Був випущений периферійний контролер для консолі — перший гральний пістолет для відеоігри. За назвою Shooting Gallery, пристрій відмічав постріл, коли вказував на джерело світла, наприклад, точку на екрані телевізора. Було чотири гри з гральним пістолетом.

## Розробка
У 1951 році, працюючи на військовому заводі Loral Electronics, інженер Ральф Баєр був призначений для створення телевізора; при цьому він заявляв, що має ідею побудувати щось у телевізорі, що власник міг контролювати, а не лише підключити його до віддаленого телевізійного каналу. Баєр не переслідував ідею, але він повернувся до неї в серпні 1966 року під час очікування автобуса. Баєр, тоді начальник відділу дизайну обладнання військового підрядника Sanders Associates, висунув концепцію використання телевізора для гри в ігри, а наступного ранку написав пропозицію з чотирьох сторінок для 20-доларової «ігрової коробки», щоб підключити її до телевізора та грати на ній в ігри. Незважаючи на те, що індустрія комерційних відеоігор поки не існувала, перші електронні комп'ютерні ігри були розроблені ще на початку 1950-х років, а до 1966 року для основних комп'ютерів було розроблено кілька ранніх ігор для мейнфреймів, які як правило, знаходились лише у великих академічних чи дослідницьких установах. Пристрій запропонований Баєром передає сигнал про те, що телевізор може налаштовуватись так, наче це телевізійний канал, також розробник описав кілька ігор, які можна було б грати на ньому.
До грудня 1966 року було завершено початковий прототип, названий пізніше «TV Game # 1», який міг відображати і пересувати вертикальну лінію на екрані телевізора. Баєр продемонстрував прототип директору з досліджень і розробок Сандерса, Герберту Кампмену, який погодився фінансувати його за 2000 доларів на робочу силу та 500 доларів за матеріали, що зробило його офіційним проектом.
Баєр провів кілька місяців над розробкою додаткових прототипів, і в лютому 1967 року призначив техніку Біллу Гаррісону розпочати виробництво проекту. Гаррісон провів найближчі кілька місяців між іншими проектами, що створювали послідовні модифікації прототипу. Тим часом Баєр співпрацював з інженером Біллом Рушем над дизайном консолі, включаючи розробку основи багатьох ігор для цієї системи. Перша гра була розроблена в травні 1967, в ній потрібно керувати двом гравцям, де гравці натискають кнопку, щоб заповнити порожнє відро з водою, а до червня було завершено декілька ігор, для ще одного прототипу системи. Він включав в себе гру, в якій гравці контролювали крапки, які переслідували один одного та стрілець з легкою рушницею з пластиковою гвинтівкою. Баєр продемонстрував новий прототип Кампмену, який грав в стрільбу, він збільшив фінансування, і рекомендував щоб Баєр демонстрував проект старшому керівництву. Виконавчий директор Ройден Сандерс дав дозвіл на продовження проекту з метою продажу або ліцензування консолі як комерційного продукту.
До серпня 1967 року Баєр і Гаррісон завершили третій прототип, але виявили, що для того щоб навіть наблизитись до початкової мети Баєра в консолі за 20 або 25 доларів, потрібно було так багато з неї прибрати, що отримана консоль не була б дуже приємною. Баєр додатково відчував, що він не продемонстрував успіх при розробці веселих ігор для системи; тому він попросив допомоги в Білла Руша, який допоміг йому створити початкові ігри для консолі. Руш важко працював, та незабаром продемонстрував свою цінність команді, запропонувавши спосіб одночасно відображати три точки на екрані, а не дві як раніше, і запропонував розробку гри настільний теніс. До листопада команда яка працювала над четвертим прототипом консолі, мала: пінг-понг, погоню, іграшковий пістолет та три типи контролерів: джойстики для гри в погоню, гвинтівка для гри в тир і три контролери набору для гри в настільний теніс. Кампмен відчув, що система була достатньо розвинена, щоб почати шукати виробника, щоб її купили; вони вирішили продати права на виробництво консолі, оскільки Сандерс не займався комерційною електронікою.

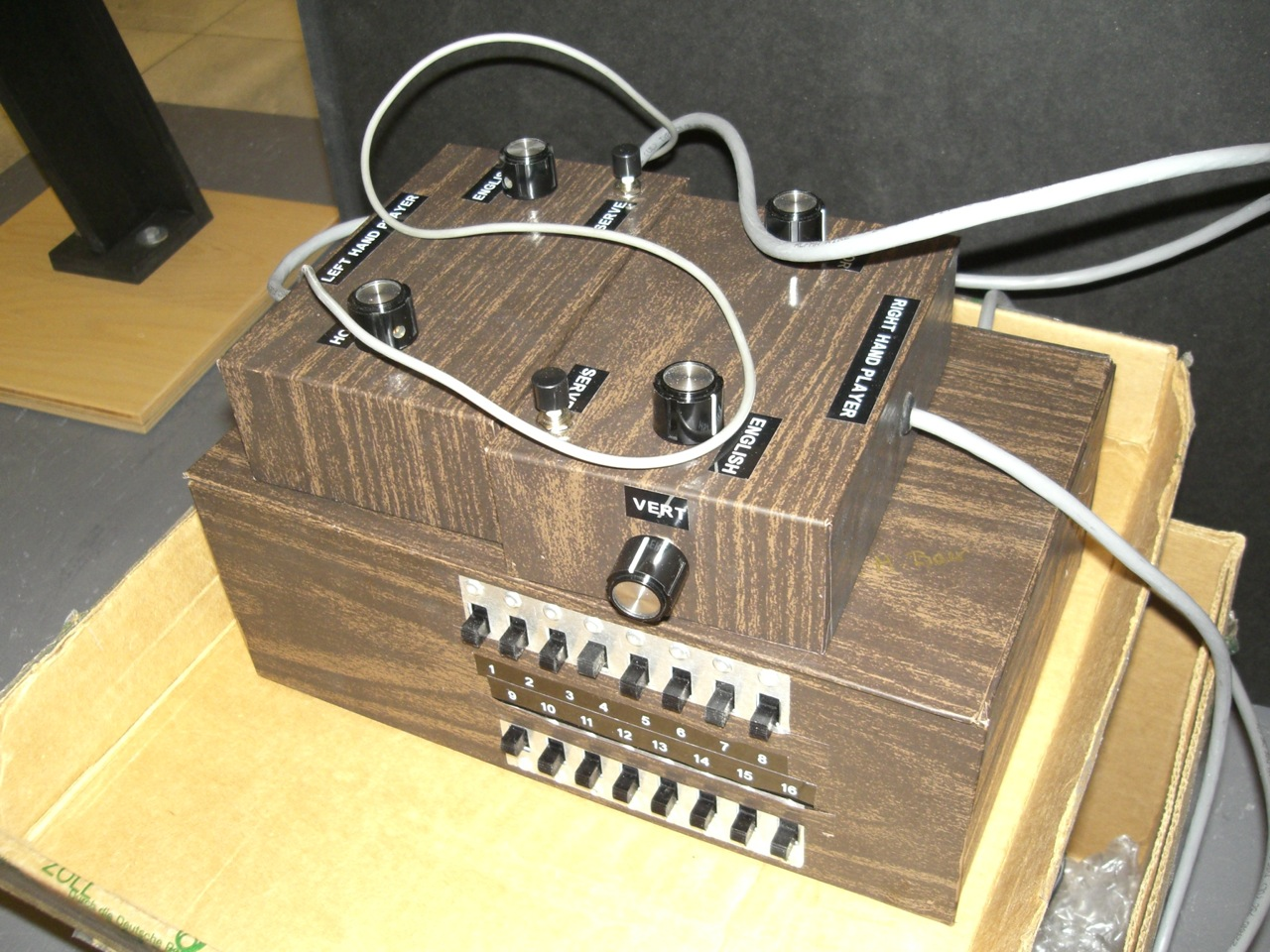
Прототип консолі — «Brown Box»

Команда вперше звернулася до індустрії кабельного телебачення, і прототип привернув увагу корпорації TelePrompter, які побачили його під час візиту. Після кількох місяців переговорів, проблеми з фінансами змусили TelePrompter відмовитись від угоди в квітні 1968 року. Той же економічний спад, який викликав проблеми в TelePrompter, спричинив фінансові труднощі і в Sanders, що призвело до того, що проект був призупинений після п'ятого прототипу, одночасно пройшли масштабні звільнення. Консоль була знову зібрана у вересні, цього разу без Руша, і пройшла ще два тестування, в результаті чого в січні 1969 року, з'явився сьомий прототип, відомий як «Brown Box», через наклейки коричневого кольору на корпусі. Тепер, коли система в основному була завершена, Баєр та Гаррісон не знали, хто підходить для його продажу, поки патентний повірений Сандерс не рекомендував звернутися до телевізійних виробників. Баєр продемонстрував систему декільком компаніям, та всі висловили ентузіазм; Тільки RCA була готова купити пристрій, однак договору не було досягнуто. Незабаром після цього, виконавчий директор RCA Білл Ендерс залишив RCA задля Magnavox і переконав їх знову поглянути на консоль. Три творці Brown Box знову демонстрували пристрій Magnavox у липні 1969 року; вони отримали стриману реакцію більшості керівників, однак віце-президент з маркетингу Джеррі Мартін висловився за те, що Magnavox погодиться випустити консоль. Після тривалого періоду переговорів ці дві компанії нарешті підписали угоду в січні 1971 року.
Magnavox розробив зовнішній вигляд машини, а також переробив деякі внутрішні деталі з деякими консультаціями з Баєром і Гаррісоном; вони прибрали здатність відображати колір, використовували тільки три контролера набору, і змінили систему вибору ігор від набору до окремих ігрових карт, які модифікували схему консолі, підключившись до неї. У той час кольорові телевізори все ще розглядались як предмет розкоші, а можливість показати колір додасть додаткових витрат, та час витрачений на тестування за правила FCC . Внутрішня схема була розроблена з дискретними компонентами, а не інтегральними мікросхемами через витрати; ці заклопотаності втратили чинність до 1971 року, однак Magnavox не мав достатньо часу для переробки всіх внутрішніх компонентів машини до запланованої дати початку виробництва. Спершу Magnavox назвав консоль, як Skill-O-Vision під час тестування, а потім випустив його як Odyssey. Гвинтівка була перетворена в окремо продану гру — Shooting Gallery, також Magnavox додала паперові гроші, гральні карти та покерні фішки до консолі, щоб поєднуватись з пластмасовими накладеннями для ігор, які покращили примітивні візуальні ефекти. Нові доповнення допомогли підвищити ціну консолі до 99,99 доларів. Баєр був засмучений через додаткові настільні ігри, які на його думку, були безглуздими доповненнями, які гравці не могли використати. Magnavox оголосив про запуск даної системи в вересні 1972 року, та відправив її протягом кількох місяців до дилерських центрів Magnavox та засобів масової інформації.

## Відгуки
Magnavox почала рекламувати Odyssey в середині вересня 1972 року, включаючи появу на виставці What's My Line? 16 жовтня 1972 року. Оскільки ні Pong, ні терміна «відеоігри» не існувало, компанія назвала консоль як «нову електронну гру майбутнього» та «електронний ігровий майданчик замкнутого контуру». Після замовлення 50000 одиниць, перед випуском Magnavox збільшила свої виробничі можливості і створила більше інвентаризації, оскільки тестування на ринку показало зацікавленість в консолі. Odyssey продавалася тільки через дилерів Magnavox; компанія сподівалася, що як перший такий продукт, споживачі будуть відвідувати їхні магазини. Цей пристрій продавався за ціною 99,99 доларів, або 50 доларів, коли вона придбана разом з телевізором Magnavox.
Існують суперечливі повідомлення від Баєра та Magnavox щодо того, чи Magnavox випустила 120 000 або 140 000 консолей в 1972 році; Крім того, менеджер по продажам Odyssey Боб Фрітче заявив про продаж 69 000 одиниць в тому році, а Баєр сказав про продажі близько 100 000. Баєр заявив, що він відчував, що низькі початкові продажі були пов'язані з високою ціною — 100 доларів США, що еквівалентно 587 доларам США в 2018 році, та через те, що Magnavox обмежила продаж дилерським компаніям, а ще пристрій працював тільки з телевізорами Magnavox. Інші джерела заявили, що дилери заплутували покупців, щоб продавати більше телевізорів, хоча реклама прямо заявляла, що консоль працює з будь-яким телевізором. Клієнти, незнайомі з новим пристроєм, могли неправильно зрозуміти сумісність Odyssey.
Асистент розробника продуктів Magnavox, Дон Емрі заявив, що продажі відповідають оригінальним прогнозам. За словами Баєра, після першого святкового сезону, Magnavox хотіла відмовитися від консолі, але скромний постійний попит наступного року переконав їх виробити додаткові 20 000 одиниць для сезону 1973 року, продавши 20 000 з них. Консоль також вийшла в 12 інших країнах: Австралії, Бельгії, Франції, Німеччині, Греції, Ізраїлі, Італії, Радянському Союзі, Іспанії, Швейцарії, Сполученому Королівстві та Венесуелі з різними іграми. Наприкінці 1973 Magnavox запустила велику рекламну кампанію зі всіма своїми продуктами 1974 року, включаючи спонсорство телевізійного фільму Френка Сінатри «Blue Eyes Is Back». Рекламні ролики показали Odyssey та інші продукти Magnavox. Компанія продала 129 000 консолей у 1974 році, або 150 000 за версією Баєра. Magnavox відмовилася від консолі після 1975 року; Баєр заявив, що вона продалася тиражем 350 000 одиниць по всьому світу, хоча заяви Фріче вказують, що може бути і більше. Іграшковий пістолет проданий тиражем 20 000 одиниць.

## Спадок
Коли виробництво Odyssey було припинено, Magnavox випустила перших послідовників консолі, які могли запускати ігри тільки вбудовані в систему — серію Magnavox Odyssey, моделі Odyssey 100 та Odyssey 200 були представниками першого покоління ігрових консолей; Odyssey 100 міг запускати настільні ігри та хокейні ігри з оригінальної консолі. Одинадцять проміжних консолей Odyssey було випущено до виходу нової консолі в 1978 році, Magnavox Odyssey².
Хоча консоль демонструвала потенціал відеоігор і ознаменувала кінець ранньої історії відеоігор та початок комерційних ігор, Odyssey як правило, не вважається комерційно успішною. Magnavox не випускала більше ігор для консолі після 1973 року і відхилила пропозиції Баєра, щодо додатка який додав би звук до ігор, контролера наведення та відповідної гри в гольф, а також варіанти консолі, які були б дешевші або підтримували до чотирьох гравців. Хоча декілька систем клонів випускалися в обмежених кількостях, а декілька спеціалізованих систем, орієнтованих на варіанти гри в пінг-понг — були створені кількома компаніями, але жодна справжня відеогральна консоль не вироблялася до виходу Fairchild Channel F, у 1976 році.
У 2004 році Ральф Баєр був нагороджений Національною технологічною медаллю за його "новаторську розробку, та комерціалізацію інтерактивних відеоігор, яка породила пов'язані сфери використання, застосування та велику промислоовість як у сфері розваг, так і в освіті ". У червні 2013 року Музей сучасного мистецтва (MoMA) додав Magnavox Odyssey до своєї постійної колекції відеоігор. Пол Галловей назвав консоль «шедевром інженерного і промислового дизайну» і заявив, що «важко переоцінити важливість місця Ральфа Баєра у народженні галузі». Прототипи Brown Box та TV Game #1, розміщені в Національному музеї американської історії Смітсонівського інституту у Вашингтоні.

### Судові процеси

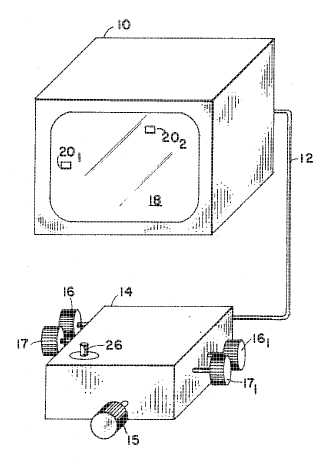
Патентний малюнок для Magnavox Odyssey

У травні 1972 року головний інженер компанії Nutting Associates Нолан Бушнелл — дизайнер першої комерційної аркадної відеогри, Computer Space, побачив демонстрацію Magnavox Odyssey в дилерському центрі. Натхненний, коли він вийшов із закусочної, щоб заснувати свою власну компанію Atari, він призначив Аллана Алкорна створити дешеву аркадну відеогру в настільний теніс як навчальну вправу, хоча він не казав Алкорну, що ідея була заснована на Odyssey Table Tennis. Алкорн незабаром розробив Pong, який Бушнелл визнав потенційним хітом, і це стало першою грою компанії. Pong був дуже успішним, і в свою чергу допоміг продавати Odyssey; Баєр відразу зазначав, що клієнти придбали консоль через настільний теніс, у свою чергу через Pong, і пожартував, що вони можуть припинити розробку ігор після цієї гри. Однак у 1974 році Magnavox подала до суду на Atari разом з кількома конкурентами, включаючи Nutting, Allied Leisure, Bally Midway та Williams Electronics за порушення авторських прав на патенти Баєра щодо відеоігор, які грають на екрані телевізора. Баєр стверджував, що судові позови не були подані відразу, оскільки Magnavox та Sanders повинні були чекати, поки вони не зможуть отримати більше грошей, ніж це коштуватиме, щоб розібратися. Коренем конфлікту була пара патентів Баєра — в яких описано, як Magnavox Odyssey показувала об'єкти або точки на телеекрані та описувала декілька ігор, які можуть відтворюватися системою.
Суддя постановив, що загальний патент Баєра на Odyssey становив «новаторський патент мистецтва відеоігор», і зазначив що ігри підсудних є порушенням патентів. Раніше Atari брала участь в судовому процесі з Magnavox, було отримано ліцензію в обмін на 1,5 мільйони доларів та доступ Magnavox до всіх технологій, вироблених Atari з червня 1976 року по червень 1977 року, тоді як інші обвинувачені виплатили більш високі штрафи. Протягом наступних двадцяти років Sanders та Magnavox подали позов на участь у кількох інших компаніях, зосередившись на іграх типу Paddle ball, Pong та Table Tennis, які були більш чітко пов'язані з патентом на гру в теніс; остаточні позови закінчилися в середині 1990-х років. Відповідачі включали Coleco, Mattel, Seeburg, та Activision; Sanders і Magnavox виграли, або вирішили кожен позов. Багато з обвинувачених безуспішно намагалися стверджувати, що патенти застосовуються лише до конкретних апаратних реалізацій, які використовував Баєр, або що вони були визнані недійсними попередніми комп'ютерними або електронними іграми. У 1985 році компанія Nintendo подала позов і спробувала визнати патенти Баєра недійсними, стверджуючи, що це був клон гри 1958 року, Tennis for Two, створеної Вільямом Хігінботамом. Однак суд постановив, що гра на основі осцилографа не використовувала відеосигнали і тому не кваліфікувалася як відеогра, тому суд знову виграли Magnavox і Sanders. Magnavox виграла понад 100 мільйонів доларів у різних патентних позовах та розрахунках, пов'язаних із патентами, пов'язаними з Magnavox Odyssey. Крім того, вони мали велику кількість ліцензіатів патентів, а вже до середини 1970-х років — більше ста.

## Ігри
Загалом вийшло 28 ігор, розповсюджених на 11 різних ігрових картах. 13 ігор були включені в консоль — набір з 12 в Америці, та інший набір з 10 в інших країнах — 6 інших доступні для покупки або індивідуально за 5,49 доларів або в комплекті за 24,99 доларів; в додаткових іграх використовуються однакові ігрові картки з різними накладками екрану та інструкціями. Інша гра, Percepts, була безкоштовною для гравців, які надіслали карту огляду. Аксесуари — Light Gun та Shooting Gallery, були доступні для придбання та включали в себе чотири гри на двох картках, які використовували гвинтівку. Останні чотири гри були випущені в продаж в 1973 році, повністю або частково розроблені Доном Емрі. Ігри не мають правил гри та не відстежують рахунок.
| Назва                 | Гральна картка | Опис | Американська версія                   | Міжнародна версія                |
| --------------------- | -------------- | --- | ------------------------------------- | -------------------------------- |
| Table Tennis          | 1              | Два гравці використовують paddles, щоб бити м'яч назад і вперед на екрані; не використовує накладення | Входить в комплект з консоллю         | Входить в комплект з консоллю    |
| Ski                   | 2              | Один гравець пересуває крапку, яка представляє лижника вперед і назад, коли вони йдуть по гірському шляху; гравці повинні стежити за власним часом і штрафами                                                                   | Входить в комплект з консоллю         | Входить в комплект з консоллю    |
| Simon Says            | 2              | Гра трьох гравців, в якій два гравця повинні брати участь в гонках, коли третій гравець говорить їм правила | Входить в комплект з консоллю         | Входить в комплект з консоллю    |
| Tennis                | 3              | Два гравці використовують paddle, щоб бити м'яч назад і вперед на екрані; використовує накладення тенісного корту, а гравці повинні дотримуватися правил тенісу                                                                 | Входить в комплект з консоллю         | Входить в комплект з консоллю    |
| Analogic              | 3              | Математична гра, в якій гравці можуть переходити до будь-яких квадратів, зображених на екрані, залежно від того, чи є число на квадраті рівним або непарним, та сума переміщення іншого гравця та числа                         | Входить в комплект з консоллю         | Входить в комплект з консоллю    |
| Hockey                | 3              | Два гравці використовують paddle, щоб бити м'яч назад і вперед на екрані; використовує накладення хокейного поля, лише якщо шайба досягає мети опонента на накладення                                                           | Входить в комплект з консоллю         | Входить в комплект з консоллю    |
| Football              | 3, 4           | Два гравця використовують поєднання екранного руху, кістки та ігрових карт, щоб імітувати гру в футбол; Відтворення, проходження та відбивання п'єси використовують Card № 3, під час виконання п'єси використовується Card № 4 | Входить в комплект з консоллю         | Н/Д                              |
| Cat and Mouse         | 4              | Два гравця переслідують гру в сітку, а миша намагається повернутися до свого будинку, перш ніж кішка ловить її | Входить в комплект з консоллю         | Продається окремо                |
| Haunted House         | 4              | Два гравця переслідують гру, що виконується на перекритому домашньому переслідуванні, детектив намагається зібрати всі ключі, не піддаючись примарі                                                                             | Входить в комплект з консоллю         | Продається окремо                |
| Submarine             | 5              | Цільова гра зйомки, коли один гравець рухає підводний човен уздовж дорожніх смуг, а інший гравець використовує своє місце як торпеду                                                                                            | Входить в комплект з консоллю         | Входить в комплект з консоллю    |
| Roulette              | 6              | Гра, в якій гравці ставлять ставку з фішками, і випадково обертають свій контролер, щоб запустити місце на накладці рулетку | Входить в комплект з консоллю         | Продається окремо                |
| States                | 6              | Навчальна гра, ґратована з накладенням Сполучених Штатів та колода із п'ятдесяти тривіальних карт із запитаннями про кожну державу                                                                                              | Входить в комплект з консоллю         | Н/Д                              |
| Fun Zoo               | 2              | Гоночна гра, яка використовує накладення зоопарку, третій гравця малює картки для тварин для гравців, з якими вони перегони | Продається окремо                     | Н/Д                              |
| Baseball              | 3              | Два гравці використовують комбінацію руху на екрані, кістки та ігрові картки, щоб імітувати гру бейсболу | Продається окремо                     | Н/Д                              |
| Invasion              | 4, 5, 6        | Поєднання стратегічних ходів, зроблених на окремій ігрової дошці та тактичному бою, вирішені на екрані; різні напади використовують різні карти                                                                                 | Продається окремо                     | Н/Д                              |
| Wipeout               | 5              | Гоночна гра, яка використовує як накладення доріжки, так і ігрову дошку; ігрова дошка відстежує коліна, а точка другого гравця разом із кульовою точкою зберігає час                                                            | Продається окремо                     | Входить в комплект з консоллю    |
| Volleyball            | 7              | Два гравці використовують весло байдарки, щоб побити м'яч назад і вперед на екрані; використовує накладення волейбольного майданчика, і гравці повинні пробити м'яч через мережу для підрахунку балів                           | Продається окремо                     | Входить в комплект з консоллю    |
| Soccer                | 8              | Два гравці використовують весло байдарки, щоб побити м'яч назад і вперед на екрані; використовує накладення футбольного суду та гравців, якщо м'яч досягає мети опонента на накладення                                          | Н/Д                                   | Входить в комплект з консоллю    |
| Handball              | 8              | Два гравці використовують весло байдарки, щоб побити м'яч назад і вперед на екрані; використовує накладення гандбольного майданчика, а гравці обидва розташовані на одній стороні екрана, а стіни на іншій стороні              | Продається окремо                     | Н/Д                              |
| Prehistoric Safari    | 9              | Один гравець встановлює точку на накладеннях доісторичних тварин, а інший гравець намагається знімати крапку зі світловим пістолетом у небагатьох кадрах                                                                        | Продається з гральним пістолетом      | Продається з гральним пістолетом |
| Dogfight!             | 9              | Один гравець рухає свою точку вздовж траєкторії польоту на оверлею, а інший гравець намагається знімати її за допомогою світлового гармати                                                                                      | Продається з гральним пістолетом      | Продається з гральним пістолетом |
| Shootout!             | 9              | Один гравець є бандитом у старому місті Заходу і рухається по шляху, зупиняючись у вікнах, щоб інший гравець міг спробувати стріляти з легким пістолетом                                                                        | Продається з гральним пістолетом      | Продається з гральним пістолетом |
| Shooting Gallery      | 10             | Накладення містить рядки цілей стрільби, і гравець намагається стріляти з комп'ютером контрольовану крапку зі світловим гарматою, коли він рухається над ними                                                                   | Продається з гральним пістолетом      | Продається з гральним пістолетом |
| Percepts              | 2              | Гоночна гра, в якій накладення містять квадрати, що містять на них візерунки та символи; гравці змагаються до правильної площі, коли відповідна карта знімається з колоди                                                       | Безкоштовно, при відправці опитування | Н/Д                              |
| Brain Wave            | 3              | Складна стратегічна гра, використовуючи карти та кубики | Продається окремо (1973)              | Н/Д                              |
| W.I.N.                | 4              | Гравці переміщають свою крапку на символи на накладення, щоб заповнити їх «Виграти карту», а їх крапка невидима до натискання кнопки скидання                                                                                   | Продається окремо (1973)              | Н/Д                              |
| Basketball            | 8              | Два гравці використовують весло байдарки, щоб побити м'яч назад і вперед на екрані; використовує накладення баскетбольного майданчика                                                                                           | Продається окремо (1973)              | Н/Д                              |
| Interplanetary Voyage | 12             | Гравець керує їх точкою, яка має імпульс, на планети, щоб завершити місії, дані картами з максимальною кількістю дозволених ходів                                                                                               | Продається окремо (1973)              | Н/Д                              |

## Виноски
1. 1 2  A look back at the Magnavox Odyssey. Digital Spy (англ.). 13 грудня 2014. Архів оригіналу за 4 травня 2016. Процитовано 8 липня 2018.
2. 1 2 3  1TL200: A Magnavox Odyssey. They Create Worlds (амер.). 16 листопада 2015. Архів оригіналу за 2 лютого 2016. Процитовано 8 липня 2018.
3. ↑  A history of videogames: the defining moments from Nimrod to now - GQ.co.uk. 28 вересня 2015. Архів оригіналу за 28 вересня 2015. Процитовано 8 липня 2018. [Архівовано 2015-09-28 у Wayback Machine.]
4. 1 2 3  In Search of the First Video Game Commercial – Video Game History Foundation. gamehistory.org. Архів оригіналу за 14 листопада 2019. Процитовано 9 липня 2018.
5. ↑  1TL200: A Magnavox Odyssey. They Create Worlds (амер.). 16 листопада 2015. Архів оригіналу за 2 лютого 2016. Процитовано 9 липня 2018.
6. ↑  Yano, Ador. How Video Games invaded the Home TV Set. www.ralphbaer.com. Архів оригіналу за 16 жовтня 2015. Процитовано 9 липня 2018.